# Legamento trasverso del carpo
Il legamento trasverso del carpo o retinacolo dei flessori è un processo fibroso inestensibile, anteriore, trasverso, posto a livello del polso.
Tale legamento deriva dall'ispessimento palmare della fascia antibrachiale.
Si fissa sul processo stiloideo dell'ulna, sul pisiforme e sull'uncinato, medialmente, e su radio, scafoide e trapezio lateralmente. Più distalmente riveste la regione palmare come aponeurosi palmare.
La retrazione di tale aponeurosi è l'elemento caratteristico della sindrome di Dupuytren, che comporta la flessione progressiva e permanente di IV e V dito.
Il legamento trasverso del carpo, assieme alle superfici ossee sottostanti, crea un canale (un "tunnel") attraversato da varie formazioni: medialmente i tendini flessori delle dita, profondi e superficiali, con la propria membrana sinoviale, anterolateralmente il nervo mediano e lateralmente il tendine del muscolo flessore lungo del pollice.
Poiché il tunnel è inestensibile, in alcune condizioni patologiche il nervo può essere compresso provocando dolore, specie notturno.
Il nervo ulnare, mediale, invece è superficiale, anteriore al legamento, coperto dalla fascia antibrachiale. Anch'esso, sebbene più raramente, può venire ad essere compresso, causando paralisi che coinvolge le ultime due dita.